# Akharım, Sandıklı
Akharım là một thị trấn thuộc huyện Sandıklı, tỉnh Afyonkarahisar, Thổ Nhĩ Kỳ. Dân số thời điểm năm 2011 là 2.455 người.